# Zehentstadel (Kronburg)

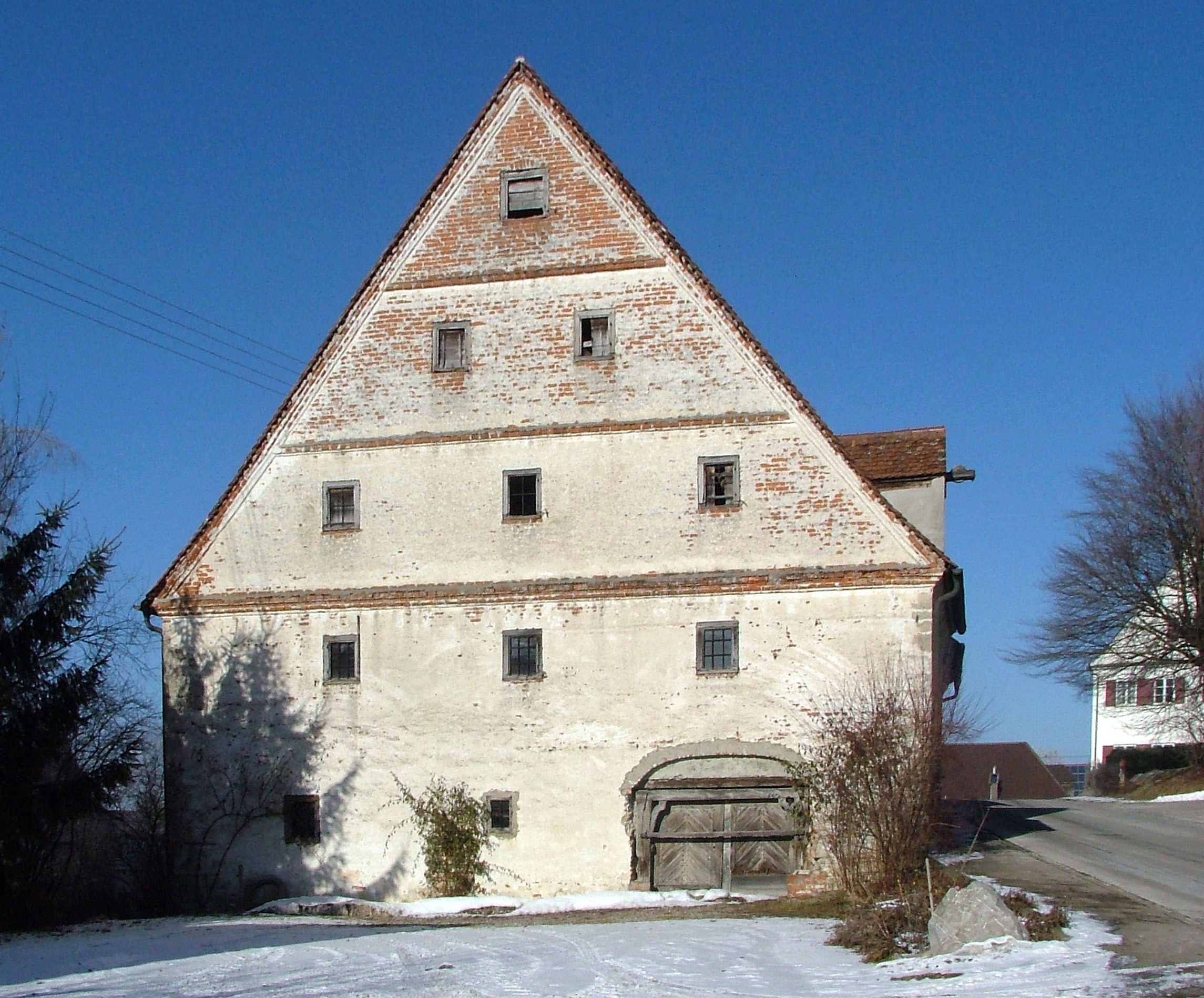
Zehentstadel in Kronburg

Der sogenannte Zehentstadel oder Zehntstadel in Kronburg im Landkreis Unterallgäu (Bayern) ist ein denkmalgeschütztes Gebäude. Der zweigeschossige Satteldachbau wurde entweder im 17. oder im 18. Jahrhundert errichtet. Er befindet sich südwestlich unterhalb des Schlosses Kronburg. An der Ostseite befindet sich eine Krangaupe. Das Allianzwappen auf einer Sandsteintafel stammt aus dem dritten Viertel des 17. Jahrhunderts. An der Nordseite schließt sich ein zweigeschossiges Gebäude mit Satteldach an. Im Obergeschoss sind Reste einer Wandmalerei (zwei Wappen bezeichnet mit „17..“, wohl 1795), sowie Fachwerk vorhanden.